# Oligosita anomala
Oligosita anomala är en stekelart som beskrevs av Gennaro Viggiani 1981. Oligosita anomala ingår i släktet Oligosita och familjen hårstrimsteklar.
Artens utbredningsområde är Marocko. Inga underarter finns listade i Catalogue of Life.